# Khamrokhon Zarifi
Khamrokhon Zarifi (« Khamrokhon Zaripov » jusqu’en 2007), né en 1948, est un homme politique tadjik. Ministre des affaires étrangères depuis le 1er décembre 2006.
Diplômé de la faculté de physique et de mathématiques de l'institut pédagogique d'État de Kulob en 1971. Titulaire d'un diplôme de candidat en sciences politiques.